# Émile Morlaix
Émile Morlaix, nacido el 19 de marzo de 1909 en Lille y fallecido el 10 de junio de 1990 en París, fue un escultor francés.

## Datos biográficos
Comienza sus estudios artísticos en la escuela de bellas artes de Lille, en el taller de Aimé Blaise . Allí es compañero de Gérard Choain, Lucien Jean Maurice Fenaux, René Leleu y Gaston Watkin.
Pasa a la École nationale supérieure des beaux-arts de París, donde es alumno de Landowski y Gaumont. 
En 1937 gana el segundo premio de Roma en escultura, con la obra titulada Apolo y las musas (del francés: Apollon et les Muses), expuesta en el museo de Lille(del francés: Palais des beaux-arts de Lille); fue nombrado profesor de escultura en la Escuela de bellas artes de Lille.
Trabajó la talla directa, la fundición en bronce y también realizó numerosas obras en cerámica y gres.
Recibió numerosos encargos en el departamento de Nord (Lille y Douai) pero sus obras también se encuentran presentes en el resto de Francia : monumento a la résistencia en Menton, grupde las tres Gracias en Amiens. el memorial a los deportados de Ravensbrück, instalado en el Cementerio del Père-Lachaise en París, que representa dos manos unidas saliendo de un bloque de piedra.

## Obras
Entre las mejores y más conocidas obras de Émile Morlaix se incluyen las siguientes:
- Apolo y las musas (del francés: Apollon et les Muses) altorrelieve en yeso original, museo de Lille ;
- Apolo(del francés: Apollon) , busto en bronce, museo de Lille ;
- busto de mujer (del francés: buste de femme) , busto de yeso original , museo de Lille ;
- Wissembourg , maqueta del monumento a los muertos de Wissembourg yeso original , museo de Lille ;  y
- grupo llamado de las Tres bañistas (del francés: Trois Baigneuses) , escultura en piedra, museo de Lille ;
- Fuente llamada de Poseidón infante (del francés: Poseidon enfant) , escultura en piedra, Amiens;
- grupo llamado de las Tres Gracias (del francés: Trois Graces) , escultura en piedra, Amiens;
- En la iglesia de Notre-Dame de Fátima, en la rue Marcel Derycke en Lambersart, una Virgen (del francés: Vierge)en piedra de Fatima y el Cristo en la Cruz (del francés: Christ en croix);
- Chica joven en el baño (del francés: Jeune fille à la toilette) , fuente, bronce, Douai, museo de la Chartreuse(del francés: Musée de la Chartreuse de Douai);[1]
- Virgen con el Niño (del francés: Vierge à l'enfant) , fayenza, Douai, museo de la Chartreuse;[1]
- Medallón sobre la estela de Édouard Lalo, jardín Vauban, en Lille ;
- Busto en bronce del abad René Doudermy (del francés: de l'abbé René Doudermy ) (1949), iglesia parroquial Saint-Roch, Armentières;[2]
- La boulonnaise, altorrelieve, en Boulogne-sur-Mer[3]

Sus obras figuran también en Valenciennes, en el Musée d'art moderne de la ville de Paris y en colecciones privadas.

## Distinciones
Una calle de Douai lleva su nombre.